# لوئیس ساها
لوئیس لورنت ساها (به انگلیسی: Louis Laurent Saha) (زاده ۸ اوت ۱۹۷۸) بازیکن سابق فوتبال اهل فرانسه است.